# Shahzad (Vorname)
Shahzad (arabisch, persisch: شهزاد, Urdu: شہزاد) ist ein männlicher Vorname.

## Herkunft und Bedeutung
Der Vorname bedeutet auf Persisch „Prinz, Sohn des Königs“.

## Namensträger
- Shahzad Ismaily, US-amerikanischer Musiker und Komponist
- Shahzad Mirza (1952–2021), pakistanischer Schachspieler